# Halfzus
Een halfzus of -zuster is een vrouwelijk familielid met wie men één ouder gemeen heeft. Bij een mannelijk familielid spreekt men van halfbroer. Dus halfzusters en/of -broers hebben ofwel dezelfde vader ofwel dezelfde moeder.

## Bekende halfzussen
- Parysatis, de Perzische koningin, was een halfzuster van Xerxes II, Sogdianus en Darius II.